# Grand Mound (Washington)
Grand Mound je obec v okrese Thurston v americkém státě Washington, která měla roku 2010 2 981 obyvatel. Své jméno dostala roku 1851 od Jothama Weekse Judsona, otce Phoebe Judson, osadnice a spisovatelky, která se zasloužila o založení města Lynden. Okolní oblast je známá pro své unikátní kupy, známé pod jménem mima mounds, které jsou menší než obvyklé, ale vyskytují se ve vysoké koncentraci.
Obec má rozlohu 8,1 km², vše je souš. Ze 2 981 obyvatel, kteří zde žili roku 2010, tvořili 82 % běloši, 2 % původní obyvatelé a 1 % Asiaté. 16 % obyvatelstva bylo hispánského původu. Obec patří do školního obvodu Rochester.